# Fanny Deberghes
Fanny Deberghes est une nageuse française spécialiste de la brasse, née le 21 février 1994 à Agen.

## Biographie
Fille de Marc Deberghes, un ancien nageur de haut niveau, elle a grandi à Mirepeix (Pyrénées-Atlantiques). Après avoir débuté à l'ASC Turbomeca, entraînée par son père, elle prend sa licence aux Dauphins Palois. Elle rejoint l'ASPTT Montpellier natation, et le groupe élite de Sylvain Avarguez, en septembre 2012. En septembre 2019 elle rejoint Antibes pour s’entraîner avec Franck Esposito et porte les couleurs du club de Sarcelles.

## Carrière
Vice-championne de France minimes du 200 m brasse en 2009 en ne s'entraînant que deux à trois fois par semaine, la Béarnaise intègre à la rentrée suivante le pôle France jeunes Aquitaine au CREPS de Bordeaux.
En 2010, elle devient vice-championne de France jeunes sur 200 m brasse et participe aux Championnats d'Europe juniors de Helsinki où elle accède à la finale du 100 m brasse. Il s'ensuit deux saisons plus compliquées. « Mentalement, j'en ai bavé. Sportivement, je n'y arrivais plus », confiera-t-elle quelques saisons plus tard.

### Rentrée 2012: le changement de cap
Le bac en poche, elle quitte Bordeaux pour Montpellier en septembre 2012 et intègre le groupe élite de Sylvain Avarguez. Un changement d'air et un travail plus spécifique à la brasse qui portent vite leurs fruits.

#### 2013: premier podium aux France élite
Aux Championnats de France élite de Rennes en 2013, elle accède à sa première finale A et monte sur son premier podium sur le 100 m brasse (médaille de bronze). Médaillée d'argent dans la foulée sur le 200 m brasse, elle réalise les minima pour les Jeux méditerranéens de 2013 en Turquie.

#### 2014: le traumatisme de Chartres
Championne de France en bassin de 25 m à Dijon 2013, la licenciée de l'ASPTT Montpellier accède de nouveau aux podiums lors des Championnats de France de natation 2014 de Chartres. Médaillée de bronze sur 100 m brasse, elle remporte les séries et les demi-finales du 200 m brasse. En finale, elle est en tête pendant 150 m avant que Coralie Dobral ne la double pendant la dernière longueur. « J'ai nagé le pire dernier 50 m de ma carrière ». Médaillée d'argent, elle rate également sa qualification pour les championnats d'Europe de Berlin pour 3 dixièmes de seconde. Un traumatisme qui, finalement, deviendra un mal pour un bien. « Je ne vais pas dire que j’avais besoin d’une telle claque mais elle m’a permis de prendre du recul, de faire la part des choses », confiera-t-elle quelques mois plus tard après sa victoire sur le 200 m brasse aux championnats nationaux des 16 ans et plus de Pierrelatte.

### Sur la route des Jeux olympiques de Rio

#### 2015: championne de France élite
Après avoir conservé son titre en petit bain à Montpellier fin 2014, la nageuse de Mirepeix remporte à Limoges aux championnats de France 2015 son premier titre national élite. Toujours sur le 200 m brasse, sa distance de prédilection. Elle explose son record personnel (2 min 28 s 08) mais frôle encore le temps de qualification pour les Mondiaux (2 min 27 s 90). Egalement vice-championne de France du 100 m et du 50 m brasse, derrière la Niçoise Charlotte Bonnet, elle est finalement sélectionnée pour les Championnats du monde 2015 de Kazan pour participer au relais 4 × 100 m 4 nages féminin.
Mais une blessure (entorse du genou) va venir perturber sa préparation pendant six semaines. Aux Mondiaux, elle ne nagera finalement que le 100 m brasse (39e temps des séries en 1 min 10 s 70). « Je suis un peu déçue par mon temps, bien sûr, mais j’ai fait le maximum avec les moyens du bord. Disputer des championnats du monde, ça n'a rien à voir avec les France. C'est un métier. Et moi, là, j'apprends ! »

#### 2016: un doublé et une sélection olympique
Forfait lors des championnats de France en petit bassin 2015 (fracture de fatigue au sternum), elle revient au premier plan à l'occasion des championnats de France élite 2016 à Montpellier, dans la piscine olympique Antigone, sa piscine d'entraînement. Première course et premier titre sur le 100 m brasse, qu'elle remporte en 1 min 08 s 61, battant son record personnel et Charlotte Bonnet, la double championne de France sortante. « Pour moi, le 100 m c'est sacré. C'est beau de gagner le 200 m, c'est beau de gagner le 50 mais la patronne de la brasse, c'est celle qui gagne le 100 m. Et ça faisait longtemps que je voulais être la fille qui gagne le 100 m », dit-elle à chaud à la télévision. Mais deux jours plus tard, elle perd sa couronne nationale sur le 200 m brasse, battue à la touche (2 centièmes de seconde) par Laura Paquit et rate sa qualification directe pour les championnats d'Europe. Touchée mais pas coulée, la Béarnaise se remobilise en décrochant l'or sur le 50 m brasse en 31 s 97, une course programmée le matin, à 9h30 !
Trois jours plus tard, la quintuple championne de France de la brasse apprend qu'elle est finalement sélectionnée par la direction technique nationale sur le 4 × 100 m 4 nages pour participer aux Jeux olympiques de Rio « au titre de l'optimisation des relais qualifiés ».
C'est en tant que sélectionnée olympique qu'elle participe, du 16 au 22 mai, à ses premiers championnats d'Europe à Londres. Arrivée à l'Aquatic Center avec seulement trois semaines d'entraînement dans les jambes, la Mirepeichoise signe un prometteur 1 min 09 s 39 en série du 100 m brasse. Le 2e chrono de sa carrière et sa meilleure marque matinale. Il ne lui manquait que 19 centièmes de seconde pour entrer en demi-finale ! « J'ai réussi à bien m'exprimer et je suis agréablement surprise de mon temps », souligne la nageuse, toujours été très exigeante avec elle-même. Mais en récupérant, elle ressent une douleur aux adducteurs quand elle effectue son ciseau de brasse. Douleur qui ne s’estompe pas. Afin de ne pas aggraver sa blessure (qui se révélera être une élongation), elle décide, en concertation avec le staff médical et le DTN, de déclarer forfait pour les séries du 200 m et 50 m brasse  mais aussi pour le relais 4 × 100 m 4 nages féminin.
Après un stage à Marseille, l'ouverture du Mare Nostrum à Canet, l'Open de France à Vichy et un stage terminal à Porto Alegre, place aux JO de Rio. Le vendredi 12 août à 15h30 (heure locale), le relais 4 × 100 m 4 nages, composé de Beryl Gastaldello (dos), Fanny Deberghes (brasse), Marie Wattel (papillon) et Charlotte Bonnet (nage libre), se classe 12e des séries en 4 min 01 s 55 avant d'être disqualifié pour un départ anticipé (temps de réaction de - 0,26 seconde) de Marie Wattel. Fanny Deberghes a nagé son 100 m en 1 min 08 s 83, départ lancé.

### Vers une nouvelle olympiade
Entrée en école de kiné à Montpellier en septembre 2016, Fanny Deberghes a décidé d'un commun accord avec son entraîneur Sylvain Avarguez de ne s'entraîner qu'une fois par semaine jusqu'en janvier 2017 « pour reprendre doucement [et] mener de front études et sports ». Ce qui ne l'empêchera pas de décrocher une médaille d'argent sur le 100 m brasse aux championnats de France en petit bassin d'Angers en battant son record personnel.
Aux championnats de France élite 2017 de Schiltigheim, elle conserve son titre sur le 100 m brasse, retrouve l'or sur le 200 et décroche également la médaille d'argent sur le 50 m brasse. Mais elle ne se sélectionne pas pour les Mondiaux de Budapest.

#### 2018: record de France avec le relais
En 2018, à Saint-Raphaël, elle décroche deux nouveaux titres aux France élite et sa qualification pour les championnats d'Europe de Glasgow. 6es de la finale du 4x100 m 4 nages féminin, Mathilde Cini (dos), Fanny Deberghes (brasse), Marie Wattel (papillon) et Charlotte Bonnet (crawl) font tomber le record de France en nageant sous la barre des 4 minutes (3'5985).

#### 2019: un triplé et un déménagement
2019 marque un nouveau tournant dans sa carrière : aux championnats de France élite de Rennes, elle devient la première brasseuse à réaliser le triplé 50 - 100 - 200 m brasse. Une première depuis 2003 ! En froid depuis plusieurs mois avec son entraîneur Sylvain Avarguez, elle quitte Montpellier pour Antibes au mois de septembre.